# Drosophila fasciola (artundergrupp)
Drosophila fasciola är en artundergrupp inom släktet Drosophila, undersläktet Drosophila och artgruppen Drosophila repleta. Artgruppen består av 25 arter.

## Arter
- Drosophila carolinae Vilela, 1983
- Drosophila carvalhoi Cabezas, Llangari & Rafael, 2015
- Drosophila coroica Wasserman, 1962
- Drosophila ellisoni Vilela, 1983
- Drosophila fasciola Williston, 1896
- Drosophila fascioloides Dobzhansky & Pavan, 1943
- Drosophila fulvalineata Patterson & Wheeler, 1942
- Drosophila hermioneae Vilela, 1983
- Drosophila inti Cabezas, Llangari & Rafael, 2015
- Drosophila ivai Vilela, 1983
- Drosophila linearepleta Patterson & Wheeler, 1942
- Drosophila mapiriensis Vilela & Bachli, 1990
- Drosophila moju Pavan, 1950
- Drosophila mojuoides Wasserman, 1962
- Drosophila nigua Cabezas, Llangari & Rafael, 2015
- Drosophila onca Dobzhansky & Pavan, 1943
- Drosophila papei Bachli & Vilela, 2002
- Drosophila paraguttata Thompson in Wheeler, 1957
- Drosophila pictilis Wasserman, 1962
- Drosophila pictura Wasserman, 1962
- Drosophila prorepleta Duda, 1925
- Drosophila querubimae Vilela, 1983
- Drosophila rosinae Vilela, 1983
- Drosophila senei Vilela, 1983
- Drosophila yambe Cabezas, Llangari & Rafael, 2015